# La bambola che dorme
La bambola che dorme è un romanzo di Jeffery Deaver, scrittore statunitense. È il primo libro dell'autore che vede protagonista Kathryn Dance, esperta di cinesica, comparsa per la prima volta nel libro La luna fredda.

## Trama
In una giornata di giugno Kathryn Dance è chiamata ad interrogare Daniel Raymond Pell, che 8 anni prima, nel maggio 1999, aveva sterminato una famiglia a Carmel, in California. La Dance rimane perplessa ascoltando l'uomo, ma quando capisce i piani del killer, è troppo tardi, poiché Pell è già evaso.
Vengono chiamate per dare una mano i tre membri della "setta" fondata dal killer prima di essere incarcerato, tre donne molto diverse, accomunate dalla sensibilità nei confronti del carismatico evaso, forse ancora ammaliate in parte o in tutto dalla sua figura.
Iniziano così le indagini, in una caccia all'uomo che sembra destinata a non avere fine, tra la scoperta dell'esistenza di un'aiutante donna, con la quale Pell ha una relazione, e l'analisi del significato della parola "famiglia" che per ciascuno ha un peso diverso, si giungerà verso un finale sorprendente anche se non "a sorpresa".
Sarà alla fine l'agente Dance, attraverso interrogatori e brillanti deduzione, a risolvere il caso.

## Edizioni
- Jeffery Deaver, La bambola che dorme, traduzione di Andrea Carlo Nappi, collana Romanzi, Sonzogno, 2007,  pp. 503, ISBN 88-454-1404-3.